# Pavel Roșca

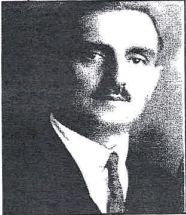
Pavel Roșca-fost profesor și delegat la Marea Adunare Națională de la Alba-Iulia

Pavel Roșca (n. 18 iulie 1884, Sânpetru Almașului, județul Cluj (interbelic), d. 1960, ziua și luna fiind necunoscută),a fost un profesor și delegat la Marea Adunare Națională de la Alba Iulia din 1 decembrie 1918.

## Biografie
A urmat cursurile liceul de stat din Sibiu pe care le-a absolvit în iunie 1903. Obține titlul de doctor în teologie la Facultatea Teologică Ortodoxă din Cernăuți la 1908 și titlul de doctor în filozofie la Universitatea din München la 1910.

## Activitate didactică
În perioada 1 septembrie 1911 - 1 septembrie 1919 a funcționat ca profesor la catedra de Pedagogie din cadrul Seminarului Andreian, din Sibiu.
La data de 1 septembrie 1919 a fost numit profesor și director al Școlii Normale de învățători din Cluj. Din cauza lipsei unei locații, școala nu a putut funcționa, Pavel Roșca fiind numit, tot în anul1919, inspector general pentru învățământul normal din ținuturile ardelene. În toamna anului 1920 a revenit la conducerea Școlii Normale de învățători din Cluj, unde rămâne până în toamna anului 1928.
În anul 1919 a făcut parte din Comisia care la 12 mai 1919 a preluat pentru statul român Universitatea din Cluj și a girat până la instituirea decanilor,  în baza legii de organizare a Universității, Facultățile de Litere și de Drept.
A preluat conducerea Institutului pentru pregătirea profesorilor de școli secundare. Între anii 1919 – 1920 a ținut cursuri de pedagogie pentru candidații care urmau să fie numiți profesori la școlile românești organizate de către Consiliul Dirigent.
A făcut parte din Comisia instituită la Cluj pentru examenul de capacitate susținut de profesorii secundari.
La 1 septembrie 1928 a fost numit profesor agregat  la catedra de Pedagogie și Filozofie din cadrul Academiei de Înalte Studii Comeriale și Industriale din Cluj. Începând din anul 1930 a funcționat ca titular la această catedră, până în 1938, când prin legea de raționalizare a învățământului superior, catedra a fost desființată. Atunci a fost trecut la catedra de Politică Socială din cadrul aceleiași Academii.
Pentru 10 ani, între 1928 – 1938, a condus seminarul Pedagogic al Academiei de Înalte Studii Comeriale și Industriale din Cluj; seminar organizat în vederea pregătirii profesorilor de la liceele comenciale.
La 1940 i-a fost încredințată organizarea unui Seminar Pedagogic în cadrul Academiei de Înalte Studii Comerciale și Industriale ,,Regele  Mihai I" din Cluj refugiată la Brașov.
A îndeplinit  funcția de Rector al Academiei de Înalte Studii Comerciale și Industriale ,,Regele  Mihai I" din Cluj – Brașov, pe parcursul perioadei cuprinse între 30 ianuarie 1941 – 22 iunie 1942.

## Activitate politică
La Adunarea din Alba – Iulia a luat parte ca delegat al Seminarului Teologic – Pedagogic Andreian, din Sibiu, urmând ca la 2 decembrie 1918 să fie ales membru al Marelui Sfat Național, reprezentând județul Someș (Solnoc - Dăbâca). De asemenea, a luat parte la lucrările Acestui Sfat, până la momentul desființării lui.